# Elisabeth Walde
Elisabeth Walde (geborene Psenner, auch Elisabeth Walde-Psenner; * 1940 in Innsbruck) ist eine österreichische Klassische und Provinzialrömische Archäologin.
Elisabeth Psenner wurde 1963 an der Universität Innsbruck mit der Arbeit Der Bozner Maler Anton Psenner in der Kunst seiner Zeit in Kunstgeschichte sub auspiciis praesidentis promoviert. Dort habilitierte sie sich 1977 auch mit einer Arbeit zum Thema Forschungen zum Problemkreis der römischen und frühchristlichen Archäologie im Alpenraum, womit auch ein Wechsel von der Kunstgeschichte zur Archäologie einherging. 1984 wurde sie in Nachfolge von Bernhard Neutsch Inhaberin des Lehrstuhls für Klassische Archäologie an der Universität Innsbruck, was sie bis 2008 blieb. Sie war die erste Frau in dieser Position auf dem Lehrstuhl an der Innsbrucker Universität. Ihr Nachfolger wurde Erich Kistler.
Walde beschäftigt sich mit der Arbeit des Malers Anton Psenner ebenso wie mit dem Einfluss der griechischen Kunst auf die römische Kunst in den Provinzen und deren Rezeption in der neuzeitlichen Kunst Tirols. Einen Schwerpunkt der Arbeit bildet die Provinzialrömische Archäologie im Alpenraum, etwa die Erforschung und Wissensvermittlung zur Via Claudia Augusta und Aguntum. Walde forscht zu frühchristlicher Kunst ebenso wie zur visuellen antiken Kommunikation und der Selbstdarstellung der römischen Gesellschaft in den Provinzen. Zu ihrem 65. Geburtstag wurde ihr 2005 die Festschrift Vis imaginum gewidmet.

## Schriften
- Anton Psenner und seine Zeit. Bildmonographie zu Anton Psenners 200. Geburts- und 125. Todesjahr. Athesia, Bozen 1991, ISBN 88-7014-644-8.
- mit Dietrich Fell: Funde aus Aguntum. Institut für Klassische Archäologie der Leopold-Franzens-Universität, Innsbruck 1995.
- mit Herta Arnold, Alfred Auer: Von Amor bis Zerberus. Antike Mythologie in der Tiroler Kunst (= Tiroler Kulturgüter). Tyrolia, Innsbruck und Wien 2004, ISBN 3-7022-2616-8.
- Im herrlichen Glanze Roms. Die Bilderwelt der Römersteine in Österreich. Institut für Klassische und Provinzialrömische Archäologie, Innsbruck 2005, ISBN 3-200-00285-9.
- Herausgeberin mit Gerald Grabherr: Via Claudia Augusta und Römerstraßenforschung im östlichen Alpenraum (= Ikarus, Band 1). IUP, Innsbruck 2006, ISBN 3-901249-92-3.
- Herausgeberin mit Barbara Kainrath: Die Selbstdarstellung der römischen Gesellschaft in den Provinzen im Spiegel der Steindenkmäler. IX. Internationales Kolloquium über Probleme des provinzrömischen Kunstschaffens (= Ikarus, Band 2). IUP, Innsbruck 2007, ISBN 978-3-902571-06-9.
- Herausgeberin: Bildmagie und Brunnensturz. Visuelle Kommunikation von der klassischen Antike bis zur aktuellen medialen Kriegsberichterstattung. Studien-Verlag, Innsbruck–Wien–Bozen 2009, ISBN 978-3-7065-4686-7.